# Derecske-Létavértesi kistérség
A Derecske-Létavértesi kistérség egy kistérség volt Hajdú-Bihar megyében, központja Létavértes volt. 2014-ben az összes többi kistérséggel együtt megszűnt.

## Települései
| Álmosd | Bagamér | Derecske   | Hajdúbagos    | Hosszúpályi |
| Kokad  | Konyár  | Létavértes | Monostorpályi | Sáránd      |

## Története
Mikepércs 2007-ben kivált a kistérségből, és a Debreceni kistérséghez csatlakozott.

## Lakónépesség alakulása
| Település     | Lélekszám (2009) |
| ------------- | ---------------- |
| Derecske      | 9 116            |
| Létavértes    | 7 165            |
| Hosszúpályi   | 5 839            |
| Bagamér       | 2 553            |
| Sáránd        | 2 338            |
| Monostorpályi | 2 217            |
| Konyár        | 2 099            |
| Hajdúbagos    | 1 995            |
| Álmosd        | 1 602            |
| Kokad         | 596              |
| Összesen      | 35 520           |